# Hazlehurst (Missisipi)
Hazlehurst – miasto w Stanach Zjednoczonych, w stanie Missisipi, siedziba administracyjna hrabstwa Copiah.